# Mathias-Guillaume de Louvrex
Mathias-Guillaume de Louvrex, écuyer, seigneur de Ramelot, né à Liège le 15 novembre 1665 et mort dans la même ville le 13 ou 15 septembre 1734, est une jurisconsulte, magistrat, diplomate et historien liégeois.
Considéré comme l'un des plus grands juristes de la principauté de Liège tant en droit public qu'en droit canonique, il occupa de très nombreux postes de la magistrature liégeoise et s'y fit remarquer par ses compétences élevées. Ses capacités intellectuelles et son érudition firent largement propager sa renommée à l'étranger. 
Son œuvre la plus connue, Recueil contenant les édits, règlements, privilèges, concordats et traités du pays de Liège et du comté de Looz eu une telle influence sur le droit liégeois que chaque nouveau magistrat en recevait un exemplaire lors de son entrée en fonction.
Il est considéré comme l'un des plus grands jurisconsultes liégeois avec Charles de Méan et Dominique-François de Sohet.

## Biographie
Issu d'une branche de la famille de Leuwerix, d'origine flamande, Mathias-Guillaume de Louvrex est le huitième enfant de Louis de Louvrex, jurisconsulte qui fut fait écuyer du Saint-Empire en 1694, et d'Anne Corselius, apparentée à la famille de Fléron.
Il fit ses premières études chez les Jésuites anglais de Liège, avant de commencer l'étude de la philosophie à Louvain et de devenir licencié en droit à l'université de Pont-à-Mousson en 1687, sous les acclamations de ses professeurs.
En 1688, il est assermenté comme avocat à la Cour de l'Official, juridiction relevant d'un magistrat ecclésiastique, où ses succès furent rapides et reconnus même part les juristes étrangers. Ces années déterminèrent le mode de vie assez humble de Louvrex qui, même lorsqu'il exerça de grandes fonctions, privilégia toujours le travail calme et l'étude silencieuse dans son château de Ramelot.
En 1699, l'échevin François de La Ruelle décida de transmettre son échevinage à la Souveraine Justice à Louvrex car il était convaincu de l'innocence de Théodore de Fléron dans l'assassinat de son père. En effet, Théodore, qui était le grand-oncle de Louvrex, avait été lynché par la foule dans le contexte de l'assassinat de La Ruelle, au cours d'une période de vives tensions entre Chiroux et Grignoux. Louvrex put donc exercer une charge d'échevin après la mort de son légateur en 1709.
Nommé bourgmestre en 1702, en plein début de la guerre de Succession d'Espagne, il dut faire face à une situation très critique car les troupes françaises avaient déjà envahie la ville au moment de sa nomination. À la venue des armées alliées commandées par le duc de Marlborough, les Français se retirèrent dans les deux citadelles et laissèrent Louvrex seul pour présenter la capitulation de la ville. En échange de la remise d'une somme d'argent importante chaque année, Louvrex parvint à prémunir la principauté de futures exactions des troupes françaises et à éviter d'importantes demandes matérielles des puissances alliés. Ces différents traités permirent de soulager Liège des multiples périodes de conflit qu'elle venait de traverser, et d'en faire une place commerciale importante du fait de sa tranquillité.
Lassé et fatigué du travail accompli, il déclina l'offre du comte de Sinzendorf de continuer ses fonctions de bourgmestres, alors que ce dernier dirigeait le territoire liégeois au nom de l'empereur Léopold Ier (le prince-évêque étant alors mis au ban de l'Empire à cause de son alliance avec Louis XIV). Le comte le fit cependant membre du conseil privé durant toute la période de régence. Cet honneur lui fut ensuite perpétué par le prince-évêque, qui lui offrit en 1723 une place dans son propre Conseil privé.
En 1713, il est député par le prince-évêque pour représenter les intérêts de la principauté de Liège lors de la signature des traités d'Utrecht. Son envoi avait notamment pour objectif de récupérer le duché de Bouillon, le comté d'Agimont et la ville basse de Charleroi, tous considérés comme des territoires usurpés. En 1716, Louvrex fut aussi envoyé à Bonn et à Cologne pour tenter de convaincre les princes allemands d'éviter la réaccession de la principauté dans le Cercle de Westphalie. Malgré ses compétences, ses deux missions ne furent pas fructueuses mais eurent au moins l'avantage de garantir formellement la neutralité liégeoise.
Louvrex est, par son œuvre que par ses connaissances, considéré comme l'un des grands juristes liégeois d'Ancien Régime, avec notamment Charles de Méan et Dominique-François de Sohet. Véritable encyclopédie de jurisprudence et connaisseur émérite du droit canon, Louvrex était renommé parmi les juristes de son temps. On raconte que Fénelon, voulant critiquer sa thèse contraire à ses droits pour la possession d'un bénéfice, s'intéressa à ses travaux et en fut tant marqué qu'il contacta chaleureusement Louvrex pour lui demander son amitié.
Louvrex était de plus connu et même renommé pour sa très grande érudition et la qualité des 1228 livres composant sa bibliothèque. Sa mémoire et sa connaissance des textes était à ce point précise, que l'âge passant et la vue déclinant, il pouvait encore citer de mémoire les passages des œuvres dont il avait besoin. Cette bibliothèque fut acquise en 1792 par François-Antoine de Méan, dernier prince-évêque de Liège.
Il meurt à Liège le 13 ou 15 septembre 1734, d'une gangrène du pied s'étant propagé au reste du corps.

## Œuvres

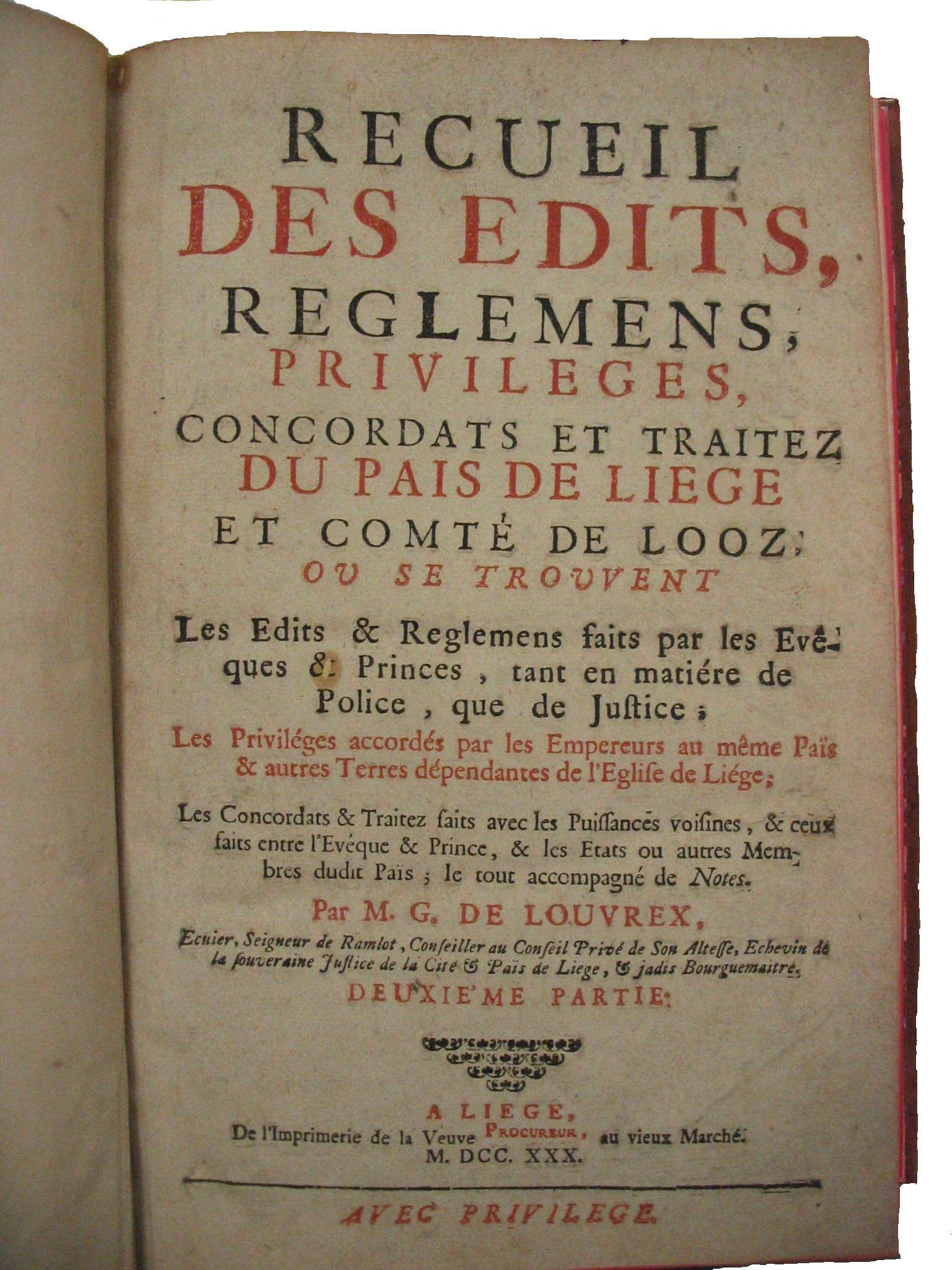
Éditions de 1730 du Recueil contenant les édits, règlements, privilèges, concordats et traités du pays de Liège et du comté de Looz

- Dissertations canoniques sur l'origine, l'élection, les devoirs et les droits des prévôts et des doyens des églises cathédrales et collégiales (1729)
- Information de ce qui s'est passé sur des différends survenus entre S.A. l'évéque et prince de Liège et les seigneurs des Etats généraux des Provinces- Unies des PaysBas, au sujet de la juridiction spirituelle et ecclésiastique de Sa dite Altesse en qualité d'évéque en la ville de Maestricht (1723)
- Recueil contenant les édits et paix du pays de Liège et comté de Looz, les privilèges accordés par les empereurs, les concordats et traités faits avec les puissances voisines en trois volumes (1714-1735). Louvrex mourut avant d'avoir pu finir son œuvre commandité par le Conseil privé[15], qui fut réédité en 1751 par L'avocat Hodin (avec cependant des thèses parfois opposées aux originales)[14]. Véritable synthèse de l'ensemble du droit public liégeois, il simplifie encore aujourd'hui le travail des juristes et historiens[16].
- Réédition annotée des Observationes et res judicatae de Charles de Méan
- Manuscrit de droit contenant presque toutes les questions qui se présentent journellement dans la pratique
- Réformation de la justice de Groesbeeck
- Dissertation sur le temps que révêclié de Licge est devenu membre de l'empire germanique
- Rerum leodensiumsub Joanne Ludovico, Josepho Clémente, Georgio Liidovico, gestarum annales in très libros distincti quod ex lis quœ vidit, quibus interfuit aut quœ testimoniis fide dignis didicit summa cura congessit M. G. de Louvrex toparcha in Ramlot S. S. principum Joseplii démentis et Georgii Ludovici in concilio privalo consiliarius, scabinus et exconsul Leodiensi'
- On lui attribue aussi parfois le troisième volume de l'Historia Leodiensis du jésuite Foullon

## Armoiries
Les lettres patentes de l'empereur Léopold Ier du 21 août 1694 confirment pour Louis de Louvrex les anciennes armes de la famille de Leuwerix, et lui concèdent la permission de les écarteler des armes de sa mère Clémence de Fléron (car la famille de Fléron allait s'éteindre, n'étant plus représentée que par deux femmes et un chanoine). Le blason de la famille de Louvrex est donc :
Écartelé : aux I et IV, d'argent à trois feuilles de nénuphars de sinople, au chef cousu d'or, chargé de deux merlettes de sables; aux II et III fascé d'argent et de sinople de huit pièces, au lion de gueules couronné d'or, brochant sur le fascé

## Hommages

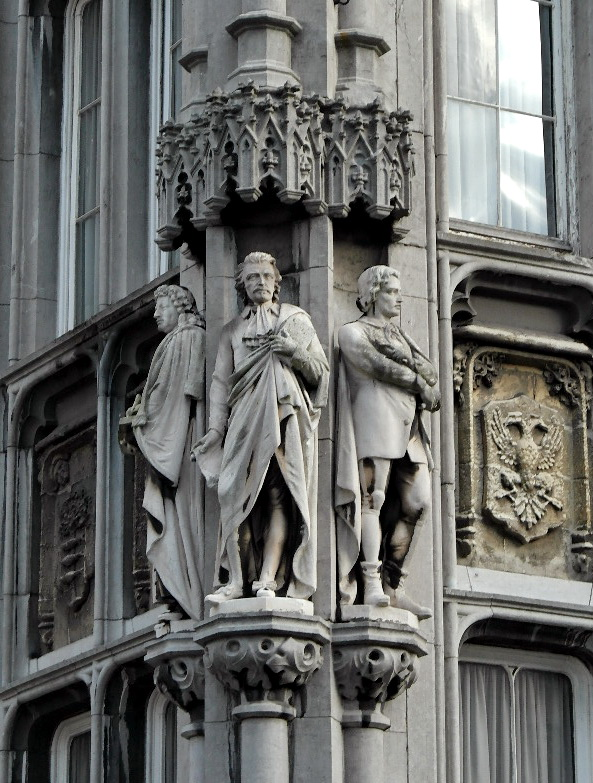
À gauche, la statue de Louvrex sur la façade du palais provincial de Liège, accompagnée des statues de Charles de Méan (au milieu) et de Jean Del Cour (à droite)

L'ancien palais de justice de Verviers comportait sur sa façade une statue en pierre de sable de Louvrex représenté debout et coiffé d'une perruque, réalisée par Guillaume Geefs. En 1978, sa statue (ainsi que celle des trois autres jurisconsultes ornant la façade) avaient été enlevées, déposées dans le parc de Séroule, et remplacées par des statues en aluminium de Serge Gangolf. À la suite du tollé qu'avait provoqué ce remplacement, des copies similaires aux anciennes statues ont été remises à leurs places en 1986. Depuis 2014, la statue n'est plus présente à son emplacement pour pouvoir subir des restaurations.
Le palais provincial de Liège, adossé au palais des princes-évêques, comporte une statue de Louvrex réalisée par Jules Halkin.
Une rue de Liège, encadrée par la rue Saint-Gilles et la place Sainte-Véronique, porte son nom. Elle contient notamment HEC Liège et longe le jardin botanique.
Le Palais de justice de Bruxelles comprend, dans sa galerie des bustes proche de la Cour de cassation, un buste de Louvrex réalisé par Pierre-François Swiggers en 1866.